# Zecchino d'Oro 1960
Il secondo Zecchino d'Oro si svolse a Milano dal 29 settembre al 1º ottobre 1960. Anche questa edizione fu un evento collaterale al Salone del Bambino ed ebbe luogo nella Sala Cicogna della vecchia Fiera Campionaria. La regia televisiva fu curata da Maria Maddalena Yon.
Rispetto alla precedente edizione, quest'anno gli autori parteciparono con maggiore consistenza, facendo pervenire più di quaranta canzoni, tra cui vennero scelte le 12 da presentare al pubblico.
Lo spettacolo si arricchì di nuovi personaggi e nuovi contenuti. Anche se il presentatore, per questa e per le edizioni successive, rimase Cino Tortorella nei panni di Mago Zurlì, a partire da quest'anno fu affiancato da Peppino Mazzullo, interprete di Richetto, scolaro indisciplinato e perennemente ripetente, e da Maria Perego con i suoi pupazzi, fra i quali Topo Gigio, a cui lo stesso Mazzullo prestava la voce. L'orchestra era diretta da Peppino Principe.
Madrina del secondo Zecchino d'Oro fu Maria Letizia Gazzoni, attrice-bambina resa famosa dal Musichiere di Mario Riva e interprete di alcuni film e spot pubblicitari dell'epoca.

## Brani in gara
I brani in gara a partire da quest'anno diventarono 12, eseguiti in due gruppi di sei nelle due giornate eliminatorie. Tra questi 12 vennero scelti i sei finalisti (indicati in grassetto):
- A-E-I-O-U, cha cha cha (testo: Biri/musica: Nino Ravasini) - Pupa Coverlizza (punti 94/100)
- Al castel di Barbablù (testo: Laura Zanin/musica: Pier Emilio Bassi) - Patrizia Casella
- Caro Gesù Bambino - (testo: Pier Quinto Cariaggi/musica: Piero Soffici[3]) - Christian Morandi (punti 92/100)
- Fiaba (testo: Arturo Faraoni/Ruggero Bon) - Attilio Martignoni  (punti 96/100)
- Girotondo dei nonni (testo: Guardamagna/musica: Gerlan) - Rita Monico (punti 92/100)
- Il ruscelletto (testo: Borrello/musica: Borrello) - Pupa Coverlizza, Luciano Guerreschi, Anna Maria Maranta, Isabella Maranta
- Il teatrino (testo: Ernesto Bruschini/musica: Pietro Avitabile, Nunzio Reina) - Armando Galimberti
- L'orologio del nonno (testo: Bolchesi/musica: Bertoz) - Maria Grazia Sinatra
- Pilù (testo: Giuseppe Garofalo/musica: Domenico Ausiello) - Luciano Guerreschi
- Pupazzetti (testo: Nisa/musica: Arturo Casadei) - Valerio Rovetta (punti 93/100)
- Tramonto sull'alpe (testo: Giancarlo Acquisti/musica: Adriano Foppiano, Dripa) - Laura Belloni
- Vorrei volare (testo: Paolo Poli/musica: Valerio Vancheri) - Giorgio Santi Laurini (punti 91/100)[4]